# Pseudocercospora stahlii
Pseudocercospora stahlii är en svampart som först beskrevs av Frank Lincoln Stevens, och fick sitt nu gällande namn av Deighton 1976. Pseudocercospora stahlii ingår i släktet Pseudocercospora och familjen Mycosphaerellaceae.   Inga underarter finns listade i Catalogue of Life.